# Daniel T. Jewett

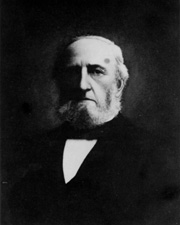
Daniel T. Jewett

Daniel Tarbox Jewett (* 14. September 1807 in Pittston, Kennebec County, Maine; † 7. Oktober 1906 in St. Louis, Missouri) war ein US-amerikanischer Politiker der Republikanischen Partei.
Nach dem Besuch einer weiterführenden Schule schrieb sich Jewett auf dem Colby College in Waterville ein, ehe er 1830 am Columbia College in New York City graduierte und an der Harvard Law School seinen Jura-Abschluss machte. Er wurde in die Anwaltskammer aufgenommen und begann in Bangor zu praktizieren. Von 1834 bis 1837 war er dort städtischer Solicitor.
Zwischen 1850 und 1853 betrieb Daniel Jewett zusammen mit seinem Bruder eine Dampfschifffahrtslinie auf dem Río Chagres am Isthmus von Panama. Später betätigte er sich zwei Jahre lang als Goldsucher in Kalifornien, ehe er nach Bangor zurückkehrte und wieder als Anwalt arbeitete.
1857 erfolgte der Umzug nach St. Louis. Dort wurde Jewett politisch aktiv; so gehörte er 1866 dem Repräsentantenhaus von Missouri an. 1870 wurde er zum Nachfolger des zurückgetretenen US-Senators Charles D. Drake berufen. Er gehörte dem Senat lediglich in kommissarischer Funktion vom 19. Dezember 1870 bis zum 20. Januar 1871 an und verzichtete darauf, sich für die reguläre Nachwahl aufstellen zu lassen. Stattdessen kehrte er in seine Anwaltskanzlei in Missouri zurück.
Daniel T. Jewett starb im Oktober 1906 im Alter von 99 Jahren. Damit war er zuvor mehr als fünf Jahre lang der älteste noch lebende ehemalige US-Senator gewesen.